# La Feuillie (Seine-Maritime)
La Feuillie település Franciaországban, Seine-Maritime megyében. Lakosainak száma 1245 fő (2022. január 1.). La Feuillie Fry, Fleury-la-Forêt, Lorleau, Le Tronquay, Beauvoir-en-Lyons, Bézancourt, La Haye, Le Mesnil-Lieubray, Nolléval és Morville-le-Héron községekkel határos.

## Népesség
A település népességének változása:
| Lakosok száma | 1299 | 1305 | 1324 | 1296 | 1293 | 1289 | 1280 | 1262 | 1245 |
|               | 2013 | 2015 | 2016 | 2017 | 2018 | 2019 | 2020 | 2021 | 2022 |